# Giovanni Stefano Menochio
Giovanni Stefano Menochio (1575 – 4 de febrer de 1655) va ser un jesuïta italià i estudiós bíblic.

## Vida
Menochio va nàixer a Pàdua, i va entrar a la Companyia de Jesús el 25 de maig 1594. Després dels anys habituals de formació i ensenyament dels clàssics, va ser nomenat professor de Sagrada Escriptura i de la teologia moral a Milà; ta partir de llavors va començar la seua llarga vida de superior. Va ser successivament superior de Cremona, Milà i Gènova, rector de la Universitat Romana, provincial de les províncies de Milà i Roma, assistent d'Itàlia, i admonitor per als Frares Generals Carafa i Piccolomini. Va faltar a Roma.